# Флорени (Васлуй)
Флорени (рум. Floreni) — деревня, расположенная в жудеце Васлуй в Румынии. Административно подчинена городу Мурджени.

## География
Деревня расположена в 248 км к северо-востоку от Бухареста, 48 км к юго-востоку от Васлуя, 106 км к югу от Ясс, 90 км к северу от Галаца.

## Население
По данным переписи населения 2002 года в селе проживали 641 человек.

### Национальный состав
| Национальность | Кол-во человек | Процент |
| -------------- | -------------- | ------- |
| Румыны         | 641            | 100 %   |

### Родной язык
| Язык      | Кол-во человек | Процент |
| --------- | -------------- | ------- |
| Румынский | 641            | 100 %   |